# Conrad Bertelsmann

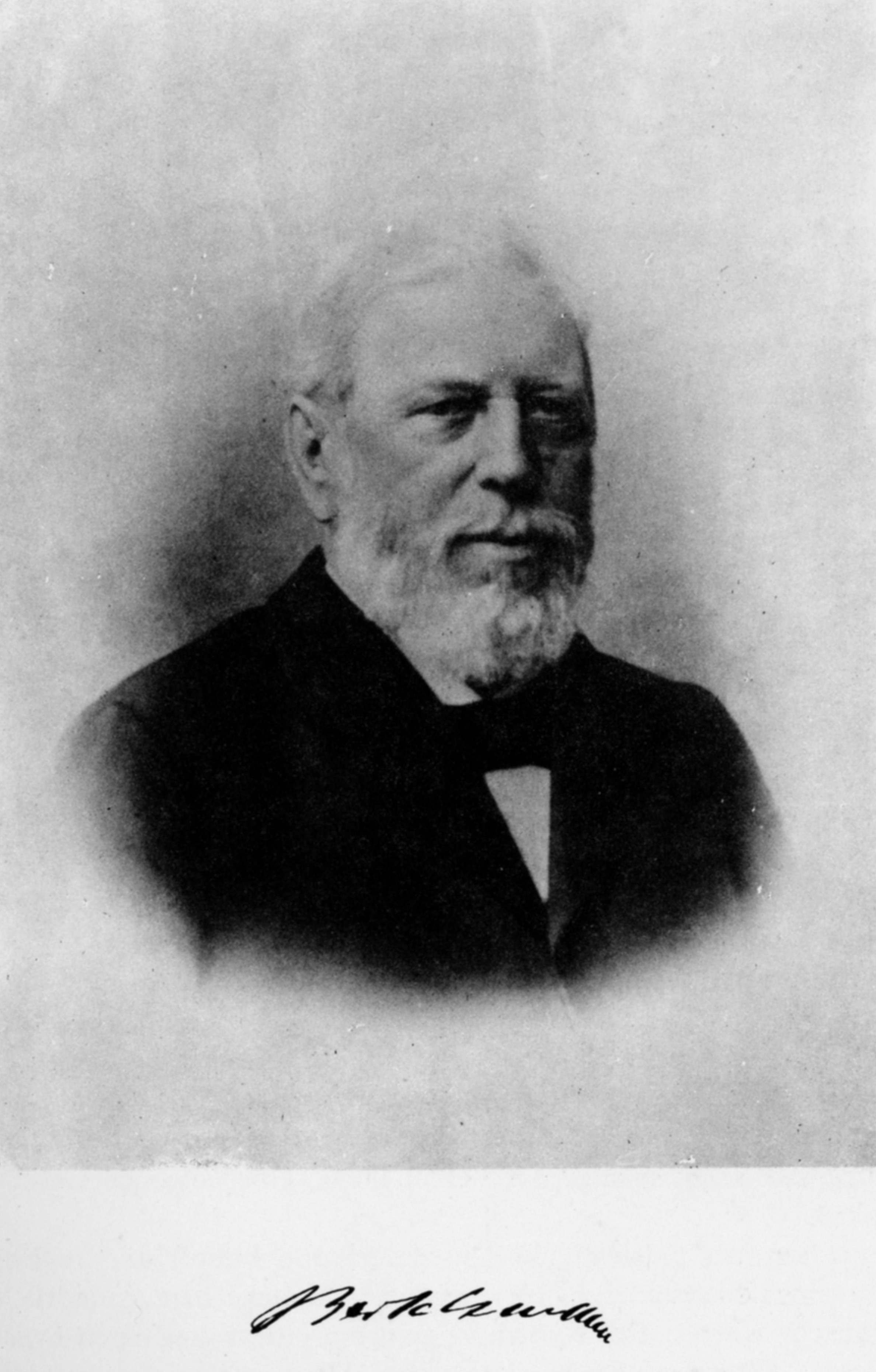
Conrad Bertelsmann

Conrad Gustav Bertelsmann (* 12. Dezember 1828 in Bielefeld; † 20. Juni 1901 in Bad Pyrmont) war ein deutscher Gutsbesitzer und Unternehmer. 

## Leben
Er entstammte der bekannten Bielefelder Leinenhändler- und Unternehmerfamilie. Er war Sohn von Friedrich Wilhelm Bertelsmann und unter anderem Bruder von Gustav Bertelsmann.

### Rittergutsbesitzer
Conrad Bertelsmann war zunächst landwirtschaftlich tätig. Er machte eine entsprechende Ausbildung und besuchte zwischen 1848 und 1850 die landwirtschaftliche Akademie in Jena. Danach war er zunächst kurze Zeit Gutsverwalter, ehe er 1851 das Rittergut Morcewicz erwarb. Seit 1859 war er auch führend im landwirtschaftlichen Kreisverein in Bromberg tätig. Im Jahr 1861 wurde er dessen Vorsitzender. In den Jahren von 1866 bis 1870 war er Generalsekretär der landwirtschaftlichen Vereine im Netzedistrikt. Auch war er kurze Zeit Mitglied im Landesökonomiekollegium. Er gehörte auch als Deputierter der Neue Posener Landschaft an. Zeitweise gehörte er der Stadtverordnetenversammlung und dem Kreistag in Bromberg an. Bertelsmann war zwischen 1860 und 1866 Mitglied im Provinziallandtag der Provinz Posen. Zwischen 1863 und 1866 gehörte er dem preußischen Abgeordnetenhaus an. Er war dabei Mitglied der Fraktion der Fortschrittspartei.
Das Gut verkaufte er 1866. In den folgenden Jahren war er Generalagent für die Westdeutsche Versicherungs-Aktienbank für den Raum der Provinzen Posen und Westpreußen. Er vertrat auch die Kölnische-Hagel-Versicherungsgesellschaft sowie die Lebensversicherungsgesellschaft Nordstern.

### Unternehmer in Bielefeld
Auf Betreiben seines Bruders Gustav Bertelsmann löste er 1870 Carl Bozi als kaufmännischen Direktor der Spinnerei Vorwärts in Bielefeld ab. Er wurde 1874 alleiniger Direktor des Unternehmens. Nach einer Zeit der Krise begann eine neue Wachstumsphase der Spinnerei. Seit 1873 war er Vorsitzender der Bielefelder Handelskammer. Er war für die Handelskammer auch Mitglied im Landeseisenbahnrat. Bertelsmann war ein Gegner der Schutzzollpolitik von Otto von Bismarck. Auf seine Initiative hin kam es 1871 zum ersten Kohletag in Düsseldorf. Beim zweiten Kohletag im selben Jahr waren Vertreter von Industrie, Bergbau, Handelskammern und Eisenbahngesellschaften vertreten. Bertelsmann war Vorsitzender dieser Konferenzen. Aus diesen ging der Verein zur Wahrung der gemeinsamen wirtschaftlichen Interessen in Rheinland und Westfalen (Langnamverein) hervor. Der Verein gewann in den folgenden Jahrzehnten an Bedeutung, auch wenn seine Politik nicht immer den liberalen Ansichten von Bertelsmann entsprach. Im Jahr 1883 war er maßgeblich an der Gründung des Vereins für Kolonialpolitik in Bielefeld beteiligt, der sich als Sektion dem Westdeutschen Verein für Colonisation und Export anschloss.